# Jane Goodall
Pour les articles homonymes, voir Goodall.
Ne doit pas être confondu avec Jane R. Goodall.
Jane Goodall (/d͡ʒeɪn ˈɡʊdˌɔːl/), née le 3 avril 1934 à Hampstead (Londres), est une éthologue et anthropologue britannique.
Elle est la première scientifique à avoir observé et rapporté que les chimpanzés utilisent des outils pour s'alimenter. Ses travaux ont profondément transformé la compréhension des rapports entre les êtres humains et les autres animaux.
En 1977, elle fonde l'Institut Jane Goodall pour la protection de la biodiversité, l'aide au développement durable et l'éducation.

## Biographie
Valerie Jane Morris-Goodall naît le 3 avril 1934 à Hampstead, un quartier de Londres, d'un père ingénieur et d'une mère au foyer. Elle est élevée à Londres puis à Bournemouth. Ses parents n'ayant pas les moyens de lui payer des études, elle passe un diplôme de secrétaire. Elle enchaîne alors les petits emplois.
En 1957, à l'âge de 23 ans, invitée au Kenya par une amie, elle y rencontre le célèbre archéologue et paléontologue Louis Leakey, qui effectue d'importantes fouilles dans la Corne de l'Afrique. Elle devient sa secrétaire.
Passionnée depuis sa jeunesse par les animaux (et végétarienne), elle décide, en 1960, de vivre seule parmi eux, pour mieux les observer et les comprendre. Elle s'installe dans la région du lac Tanganyika (Tanzanie), dans ce qui est aujourd'hui le parc national de Gombe Stream, pour y étudier les mœurs des chimpanzés.
Jane Goodall commence alors ce qui sera la plus longue étude de terrain menée sur les animaux sauvages vivant dans leur environnement naturel. Durant ses premières années à Gombe, elle découvre de nombreux aspects du comportement des chimpanzés.
En octobre 1960, elle observe un chimpanzé en train de fabriquer et d'utiliser des outils pour attraper des termites. Cette découverte ébranle la définition de « l'être humain » de l'époque qui attribuait alors ce comportement exclusivement à l'humain. Louis Leakey écrit : « Maintenant, nous devons redéfinir la notion d’homme, la notion d’outil, ou alors accepter le chimpanzé comme humain… »
Encouragée par Louis Leakey, elle réalise un parcours doctoral au Newnham College, alors qu'elle n'a pas de diplôme universitaire,,. Elle soutient en 1965 sa thèse de doctorat en éthologie, dirigée par le zoologiste Robert Hinde, et intitulée Behaviour of free-living chimpanzees. Durant les années suivantes, ses travaux continuent à profondément transformer la manière de voir les primates (aussi bien les humains que les autres grands singes). Elle observe que les chimpanzés ne sont pas végétariens mais omnivores, contrairement à ce que l'on pense alors, et qu'ils peuvent mener des guerres entre eux, lors du suivi de la guerre des chimpanzés de Gombe. Ses travaux l'ont amenée à donner des noms aux animaux qu'elle côtoyait et ainsi à leur donner une personnalité, estompant ainsi en partie la distinction entre chimpanzés et humains,,,.
En 1986, elle commence à prendre en compte les différences de comportement des chimpanzés en fonction de la localisation géographique des différents groupes. N'entrevoyant aucune explication génétique ou environnementale pour expliquer ces différences, elle propose alors que celles-ci sont des variantes culturelles. Son approche est reprise par d'autres chercheurs pour s'étoffer avec le temps,, bénéficiant ensuite d'une collaboration systématique entre plusieurs groupes de recherche à long terme,.

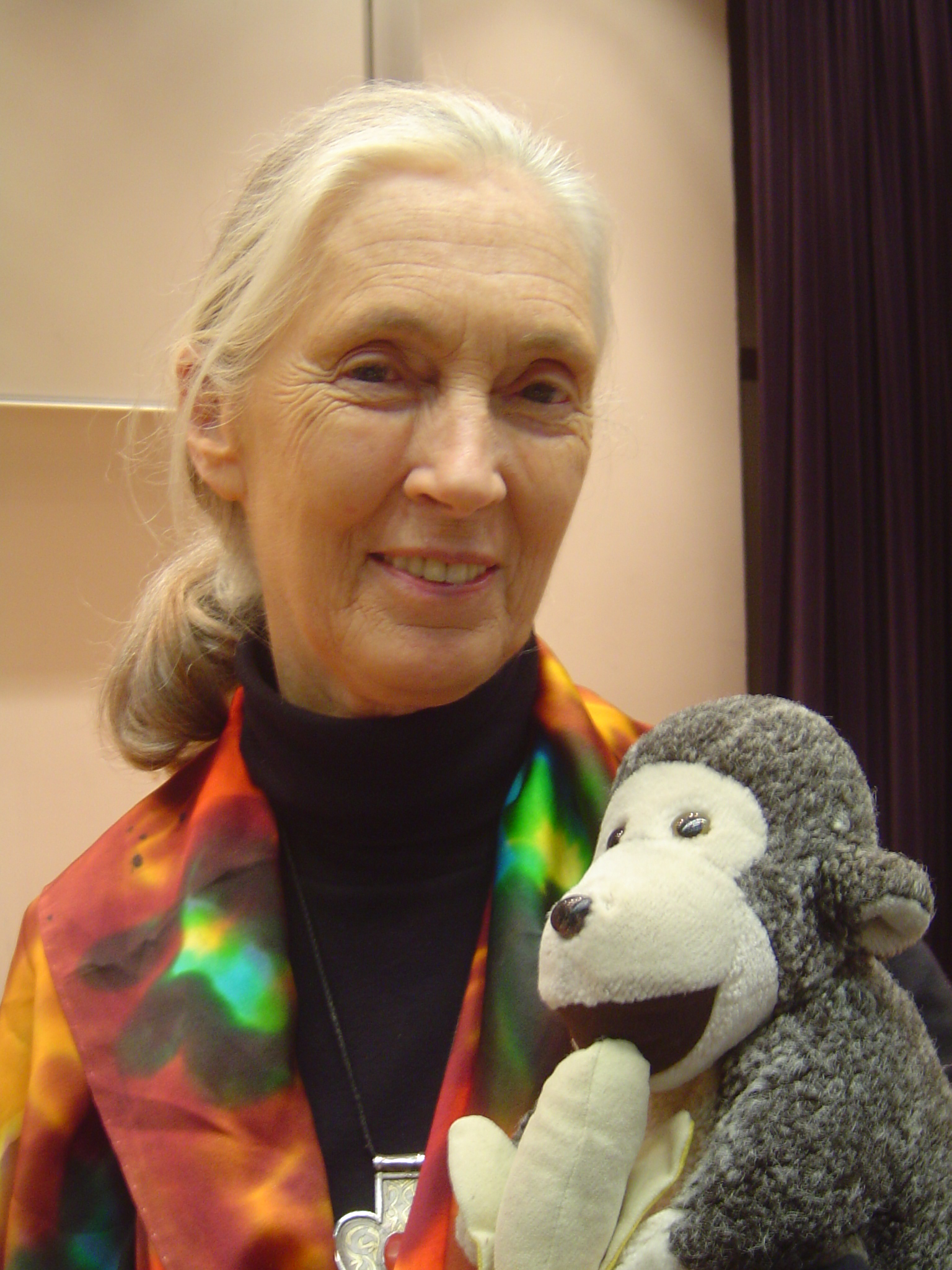
Jane Goodall à l'université de Hong Kong en 2006.

Après ses recherches, Jane Goodall s'est donné pour mission essentielle d’alerter l’opinion publique des dangers qu’encourt notre planète et de faire évoluer les comportements individuels vers une meilleure prise de conscience de l'environnement.
Jane Goodall est membre d'honneur du Club de Budapest.
Une photo d'elle se trouve sur le Voyager Golden Record.
En 2018, le temps d'une escale dans un aéroport, elle rencontre Adrien Moisson, jeune créateur de Wild Immersion. Séduite par cette expérience de réalité virtuelle à des fins de sensibilisation à la biodiversité, elle devient la marraine de l'initiative et apparaît en présentation des films dans les casques de réalité virtuelle.
Jane Goodall est une personnalité prosopagnosique, c'est-à-dire qu'elle a un trouble de la reconnaissance des visages,, qui est plutôt associé à une empathie élevée l'ayant aidée dans sa carrière, bien que ses difficultés de reconnaissance faciale concernent aussi les primates non humains, comme le note Oliver Sacks, neurologue et écrivain lui-même prosopagnosique.

### Institut Jane Goodall
Fondé en 1977 en Californie par Jane Goodall, l’Institut Jane Goodall promeut la recherche, l’éducation et la conservation de la faune.
L’Institut inscrit son action dans une démarche globale de protection de la biodiversité, d’aide à la gestion durable des ressources, et d’éducation des plus jeunes.
Depuis 1977, l’Institut Jane Goodall protège les chimpanzés sauvages, gère des réserves naturelles et crée des refuges en Afrique, notamment le sanctuaire Tchimpounga, pour protéger nos plus proches cousins. Ces refuges accueillent majoritairement des orphelins dont les mères ont été victimes de la chasse. Sans les refuges de l'institut, ils seraient condamnés.
Pour préserver la faune et lutter contre les menaces (trafics, chasse, déforestation, épidémies) qui pèsent sur l’avenir des grands singes, l’Institut développe, depuis sa création, des programmes innovants : Roots & Shoots (littéralement racines et pousses) pour l’éducation des plus jeunes (il encourage les jeunes à s'impliquer dans des projets visant à prendre davantage soin des animaux, de l'environnement et de la communauté humaine et réunit plus 150 000 groupes dans plus de 136 pays), Tacare pour aider au développement durable des populations et lutter contre les maladies, ChimpanZoo pour étudier et améliorer les conditions de vie des chimpanzés en captivité.
L'Institut Jane Goodall France est créé en 2004. Il est dirigé par Galitt Kenan et présidé par Pierre Quintard.

### Population Matters
Cofondatrice avec le naturaliste David Attenborough du think tank britannique Population Matters, dédié aux problèmes de la surpopulation et ses effets dans la crise climatique , Jane Goodall déclare en janvier 2020 au World Economic Forum que si la population humaine en était restée au nombre d'il y a 500 ans les problèmes environnementaux actuels n'existeraient pas.

## Distinctions et honneurs

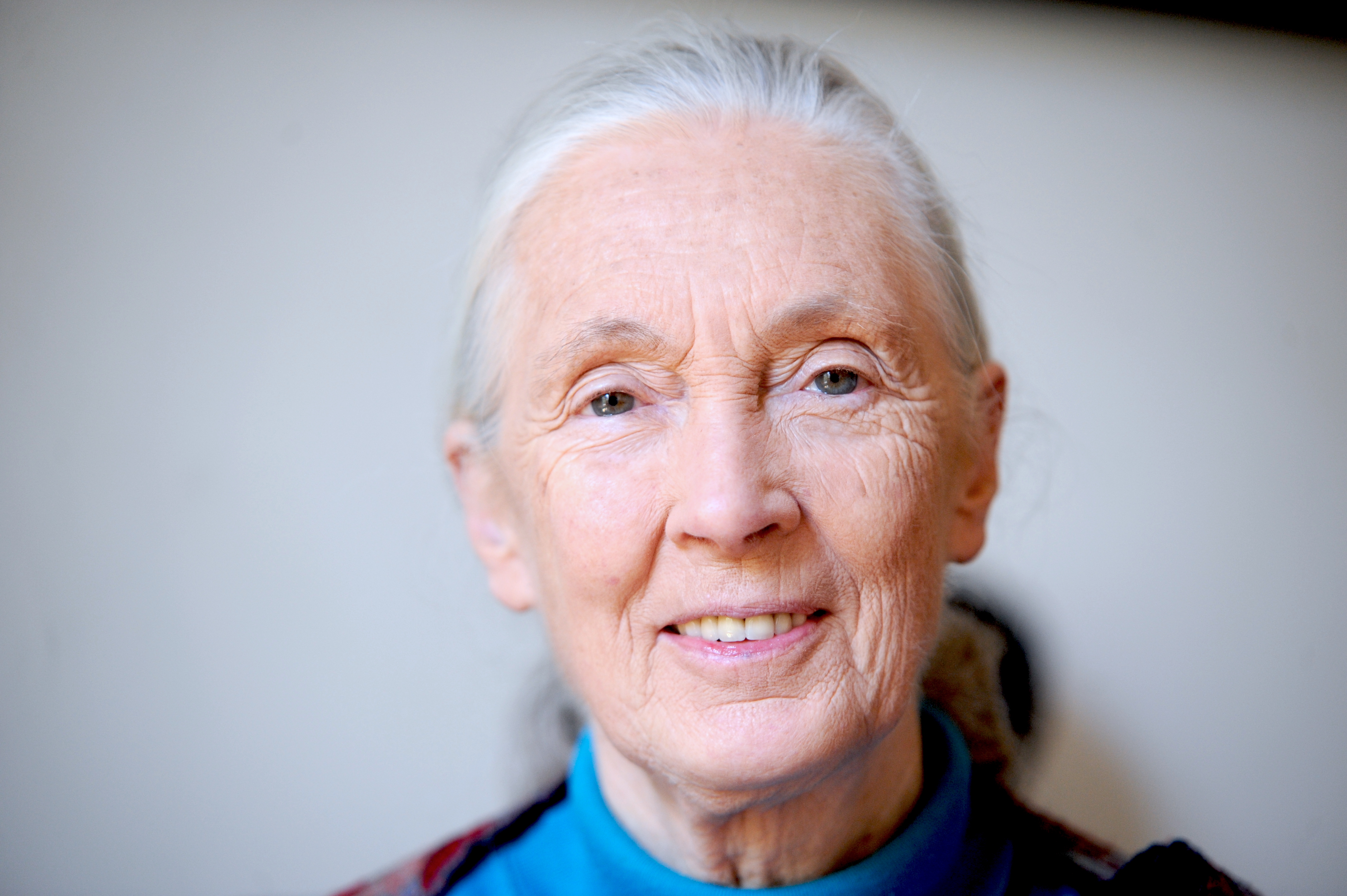
Jane Goodall, le 22 juin 2010 à Paris.

En 1995, la reine Élisabeth II lui décerne le titre de commandeure de l'ordre de l'Empire britannique, et lors d'une cérémonie au palais de Buckingham en 2004, le prince Charles nomme Jane Goodall dame commandeure du même ordre.
En avril 2002, le secrétaire général de l'ONU Kofi Annan nomme Jane Goodall « messagère de la paix ». Ban Ki-moon, successeur de Kofi Annan, lui renouvelle sa mission.
En janvier 2025, le président des États-Unis Joe Biden lui remet la Médaille de la liberté pour avoir participé à « rendre l’Amérique meilleure ».
Jane Goodall a reçu de nombreux prix et distinctions parmi lesquels :
- La médaille d'honneur de la Tanzanie
- La médaille Hubbard de la National Geographic Society
- Le prix japonais Kyoto pour la science
- Le prix Prince des Asturies pour la recherche technique et scientifique en 2003
- La médaille Franklin pour la science
- La récompense Gandhi/King pour la non-violence
- Docteur honoris causa de l'université de Syracuse, 2005[33]
- Docteur honoris causa de l'université libre de Tanzanie, 2006
- Le 17 janvier 2006, le Premier ministre Dominique de Villepin remet à Jane Goodall les insignes d’officier de la Légion d’honneur. Elle reçoit le lendemain la médaille d'or des 60 ans de l'UNESCO.
- Le 21 février 2007, le maire de Paris Bertrand Delanoë décore Jane Goodall de la médaille de vermeil de la Ville de Paris.
- Docteur honoris causa de l'université de Liverpool, 2007
- Docteur honoris causa de l'université de Toronto, 2008
- En juillet 2009, un vote organisé auprès de ses lecteurs par le magazine américain New Scientist, pour le compte de L'Oréal, la classe 10e femme scientifique la plus charismatique parmi les 20 proposées au vote[34]
- Docteur honoris causa de l'université de Liège, 2009[35]
- En 2015, prix international de Catalogne
- En 2017, prix Manhae
- Docteur honoris causa de l'université de Hasselt, 2020[36]
- Docteur honoris causa de l'université de Zurich, 2020

## Ouvrages
- The Chimpanzees of Gombe: Patterns of Behavior, 1986

### Traductions en français
- Tueurs innocents (avec Hugo van Lawick), Paris, J'ai lu, coll. « Documents », 1973
- Les chimpanzés et moi, Paris, Stock, 1971

publié dans 48 langues.
- Le cri de l'espoir (avec Philip Berman), New York, Warner, 2001
- Ma vie avec les chimpanzés, Paris, L'École des loisirs, 2006
- Nous sommes ce que nous mangeons, Arles, Actes Sud, 2008
- Graines d’espoir : sagesse et merveilles du monde des plantes, Arles, Actes Sud, 2015

### Livres pour enfants
- Ma vie avec les chimpanzés, Paris, L'École des loisirs, 1989

prix du « Meilleur livre pour enfants » de Parenting's Reading-Magic en 1989
- Les Chimpanzés en famille, Ouest-France ; Munich, Neugebauer Press ; Londres, Picture Book Studio, 1989

prix du « meilleur livre pour enfants » de l'UNICEF en 1989
prix d'État autrichien du « meilleur livre pour enfants » en 1990
- De tout cœur (illustré par Alan Marks), Éditions Nord-Sud, 1998
- Le Bon Docteur blanc (illustré par Julie Litty), Éditions Nord-Sud, 1999
- L'Aigle et la Mésange (illustré par Alexander Reichstein), Éditions Nord-Sud, 2000

## Documentaires
- Jane, documentaire de Brett Morgen, 1 h 30 min, 2017
- Jane : un message d'espoir, documentaire National Geographic, 1 h 29 min, 2020[37].